# Elżbieta Franke
Elżbieta Franke z d. Cymerman (ur. 10 marca 1940 w Klimontowie) – polska florecistka, trenerka, olimpijka i brązowa medalistka mistrzostw świata.
Zawodniczka gliwickich klubów: Unia-Foch (1955-1960) i Piasta. Specjalizowała się we florecie. Pierwsze sukcesy odniosła jako juniorka zdobywając w roku 1959 tytuł wicemistrzyni, a w roku 1960 mistrzyni Polski.
W roku 1963 zdobył zdobyła swój pierwszy tytuł mistrzyni Polski. Kolejne tytuły zdobywała w latach 1964–1969, 1972. 
W roku 1965 zdobyła srebrny medal na uniwersjadzie w Budapeszcie. 
Uczestniczka mistrzostw świata w roku:
- 1967 – polskie florecistki zajęły 5. miejsce,
- 1969 – polskie florecistki zajęły 4. miejsce,
- 1970 – polskie florecistki zajęły 5. miejsce,
- 1971 – polska drużyna florecistek (partnerkami były: Halina Balon, Krystyna Urbańska, Joanna Rzymowska i Barbara Szeja-Wysoczańska) wywalczyła pierwszy medal - brązowy[2].

Na igrzyskach olimpijskich w Meksyku (1968) wystartowała zarówno w turnieju indywidualnym jak i drużynowym odpadając w eliminacjach w obu turniejach (drużynowo Polki zostały sklasyfikowane na siódmej pozycji). Na igrzyskach olimpijskich w Monachium (1972) wystartowała w turnieju indywidualnym, w którym odpadła w ćwierćfinale, a w turnieju drużynowym Polki odpadły w eliminacjach (ponownie sklasyfikowane na siódmej pozycji).
Żona olimpijczyka, szermierza Egona Franke.